# H.O.T.
H.O.T. (Hangul: 에이치오티, pronunciado "H-O-T" no "hot") fue un grupo masculino surcoreano de cinco miembros fundado a mediados de los noventa. Fueron formados por SM Entertainment en 1996 y disueltos en 2001. Además de en Corea del Sur, la banda era popular en Taiwán, la República Popular de China y las comunidades coreanas y asiáticas en América. H.O.T. fue el primer grupo en tener un álbum con un «millón de copias vendidas» en el K-pop, a pesar de la crisis financiera regional.
Se les acredita como el primer grupo de chicos del K-pop y los precursores de la tendencia de «grupo de Idols» en la industria de la música coreana, H.O.T. convirtió con éxito la música coreana corriente en música para la generación más joven. Compuesto de cinco adolescentes en el momento de su debut, fueron formados específicamente para adolescentes, de ahí su nombre «High-five of Teenagers».

## Historia
H.O.T. fue formado por el productor Lee Soo-man, director de SM Entertainment, en 1996. Su música comprende una mezcla de rap, baladas, baile, y más tarde rock. El cantante Kangta proporcionó la mayoría de las voces de la balada.
El primer miembro que Lee Soo-man eligió fue Kangta. El gerente lo vio bailando y cantando con un amigo en un parque de diversiones, y quedó impresionado. El segundo fue Moon Hee-joon, quien después de la audición fue aceptado en la banda. Hee-joon invitó a su amigo Lee Jae-won a la audición, que fue posteriormente fue admitido. El cuarto para unirse a la banda fue Jang Woo-hyuk, después de ganar el primer lugar en un concurso de baile. Se le pidió intentarlo y se convirtió en el cuarto miembro en unirse.
SM Entertainment luego viajó a Los Ángeles para realizar audiciones. Tony An, originalmente descubierto por Brothers Entertainment en Estados Unidos, y su amigo Andy Lee, se unieron ambos a la banda. Sin embargo, los padres de Lee retiraron el apoyo debido a que consideraban que Andy era demasiado joven, haciéndole salir del grupo, aunque más tarde, consiguió unirse al grupo Shinhwa en 1998. El nuevo grupo se llamó H.O.T. - High-five Of Teenagers.

## Carrera
H.O.T. fue un grupo que disfrutó de un gran éxito en su carrera, lo que les permitió convertirse en influencias importantes sobre el futuro de los grupos de chicos y el resto de la escena musical en Corea. Su popularidad también llevó a la creación de grupos femeninos en Corea.
H.O.T. hicieron su debut con su primer álbum, We Hate All Kinds of Violence en septiembre de 1995, que los colocó al instante en la cima con las adolescentes en el país.
Lanzaron un segundo sencillo del álbum, «Candy», que se convirtió en otro éxito instantáneo. La popularidad de la canción creó todo tipo de mercancías de H.O.T. que estaban disponibles en todas las tiendas estacionarias en todo el país.
Lanzaron su segundo álbum en junio de 1997, titulado Wolf & Sheep. Esto se convirtió en un lanzamiento polémico, puesto que la pista principal ofreció un lenguaje fuerte que la hizo ser prohibida de todas las estaciones de radio importantes. Finalmente, lanzaron una versión editada de la canción y pudieron presentarse. El segundo sencillo fue «Full of Happiness» muy similar al estilo de la canción popular de su primer álbum, «Candy». En este momento, el grupo dominó la escena musical coreana. Alrededor de este tiempo, creó una nueva cultura de fandom adolescente. Esto incluyó a chicas que dormían fuera de las casas de los miembros, lo que hizo que Tony An y Jang Woo-hyuk se trasladaran cada 6 meses de ser expulsados del vecindario debido a las quejas de sus vecinos. Su tercer sencillo de este álbum, «We Are the Future» se convirtió en otro éxito #1. En 1998, el video musical de «We Are the Future» obtuvo el premio Mejor Video Internacional de MTV.
Lanzaron su tercer álbum, Resurrection, en septiembre de 1998. Este álbum presentaba un estilo más serio, con la música gravitando hacia el rock. En 1999, el primer concierto en vivo se celebró en el Estadio Olímpico de Seúl. H.O.T. fue el primer grupo de K-pop en celebrar un concierto allí, gracias a su gran base de fanes. Los miembros del Club H.O.T llevaban abrigos de lluvia blancos y sostenían globos blancos e hicieron del estadio un mar completo de blancos. El sistema de metro coreano extendió históricamente las horas de operación a las 2 de la madrugada para que todos los fanes regresaran a casa. Debido a su popularidad, se vieron con frecuencia en los anuncios. En un punto, tenían su propia marca de soda con el eslogan «I drink H.O.T.» y 3 diferentes tipos de perfume.
El 25 de junio de 1999, H.O.T, junto con sus compañeras de etiqueta S.E.S., se presentaron en el concierto de Michael Jackson "Michael Jackson and Friends - The Adventure of Humanity".
Lanzaron su cuarto álbum, I Yah!, y un álbum Best of en el año siguiente, 1999. También protagonizaron una película como Space Jam llamada Age of Peace, para la cual también lanzaron una banda sonora de canciones que los propios miembros compusieron. Todo en la película excepto los cinco miembros fue computarizado, y la película fue lanzada en Japón durante actividades promocionales para su cuarto álbum. Ganaron numerosos premios de KMTV Asia y varios programas de música popular en Corea por su cuarto álbum y la banda sonora.
Lanzaron su quinto y último álbum, Outside Castle, en septiembre de 2000. Todos los miembros participaron en la composición de las letras. H.O.T. disfrutó de gran éxito con todos sus álbumes, y eran conocidos por su talento de escribir y componer muchas de sus propias canciones. Además, Moon Hee-joon y Jang Woo-hyuk también eran conocidos por sus habilidades de baile, y a menudo coreografían las rutinas de los grupos.
Mantuvieron una rivalidad amistosa con otras bandas de K-pop, como SECHSKIES, y eran amigos cercanos con Kim Hwan-sung (1981-2000) de NRG, que murió de neumonía a la edad de 19 años. Kangta estaba con el corazón destrozado por la muerte de su amigo, y cuando NRG lanzaron su álbum después de la muerte de Kim Hwan-sung, él escribió la pista principal de su álbum.

## Disolución
H.O.T. se disolvió en mayo de 2001. Como los miembros de H.O.T. se acercaron al final de sus contratos con SM Entertainment, se rumoreaba que los problemas financieros causaron que el grupo se dividiera. Sin embargo, debido a que las verdaderas razones de la ruptura nunca fueron lanzadas oficialmente al público, los rumores sobre asuntos de contratos financieros comenzaron a circular, pero no se verificaron.
Después de la separación, Kangta y Moon Hee-joon ofrecieron contratos lucrativos a SM Entertainment como artistas solistas y lanzaron álbumes moderadamente exitosos. La música de Kangta era generalmente Soul o R&B. Moon Hee-joon comenzó con R&B, pero más tarde trató de establecer una carrera de música rock. Sin embargo, Hee-joon fue eclipsado por su imagen de ídolo adolescente y se encontró con duras críticas.
Los miembros restantes, Jang Woo-hyuk, Tony An, y Lee Jae-won, formaron un grupo de tres miembros llamado jtL bajo otra etiqueta, y vendieron álbumes moderadamente exitosos. Más tarde, Jang Woo-hyuk y un socio crearon su propia compañía de baile con Woo-hyuk liderando su propio equipo y escuela llamada Newest.
Unos años después de formar JTL, Tony An lanzó un álbum en solitario, creó su propia compañía de entretenimiento, Tn Entertainment, una exitosa compañía de uniformes escolares, Skoolooks, y una compañía de ropa interior, Shinenihs. En septiembre de 2010, Tony completó su deber de 2 años en el ejército y lanzó una nueva canción, «Going To Meet You Now».
En 2005, Moon Hee-joon dejó a SM Entertainment, creando su propia compañía, PS Entertainmen, y lanzó un álbum. Más tarde ese año, Hee-joon se dirigió al servicio militar, un deber requerido por cada ciudadano coreano. En 2008, completó sus dos años de servicio en el ejército y firmó con una empresa llamada SidusHQ.
Lee Jae-won también dejó SM Entertainment, y el 4 de abril de 2005, lanzó su primer post-H.O.T. álbum, No Pain, No Gain. Lee ha completado su deber militar en 2011.
El 12 de septiembre de 2005, Jang Woo-hyuk lanzó su primer álbum en solitario No More Drama, actuando con el renombrado grupo estadounidense de hip-hop Elite Force, que también fue un exequipo de baile de Will Smith. Woo-hyuk fue el último miembro en lanzar un álbum en solitario, y ganó una reputación como «El príncipe de la música de baile». En el año 2010, firmó con una empresa china de entretenimiento y actualmente está activo en China. Sus colaboraciones recientes son con el cantante singapurense JJ Lin y la cantante/actriz Karen Mok de Hong Kong.
En septiembre de 2010, Kangta permanece como accionista de SM Entertainment y lanzó su nueva canción titulada «Love, Frequency» o más conocida como «Breaka Shaka». Unos días más tarde también lanzó su primer miniálbum digital, Love, Frequency.
El 4 de abril de 2011, Tony An lanzó un miniálbum como solista Topstar y un sencillo con el mismo nombre que el álbum.
Jang Woo-hyuk lanzó un álbum el 25 de mayo de 2011 titulado I am The Future, con sencillos como «Time is [L] over», «I am the Future» y «Minimalism».
Kangta expresó su interés en que la banda se reuniera en el primer semestre de 2011. Sin embargo, en marzo de 2012 los miembros Moon y An declararon que sería difícil para el grupo reunirse de nuevo. En 2016, en el episodio del 30 de junio de Happy Together, An mencionó la presión después de reunirse SECHSKIES, diciendo: "En verdad, hemos hablado de [un regreso] antes de SECHSKIES. La presión sobre nosotros fue grande, porque SECHSKIES ahora está haciendo su regreso. Pero las opiniones estaban divididas sobre cómo y por qué canal haríamos una reaparición ". El 14 de febrero de 2017, mientras asistía a la boda de Moon junto a An y Kangta, el miembro Lee expresó sus deseos de una reunión de H.O.T., a inicios de 2018 kangta y los demás planearon reunirse a su grupo H.O.T después de 17 años,infinite challenge los ha hecho seguir adelante y alcanzar sus metas,así los 5 tuvieron posibilidad de recuperar la amistad que tanto el grupo se querían,en el episodio 17 de febrero de infinite challenge yoo jae suk le pregunto si había visto el captitulo de infinite challenge informando el regreso de Sechskies ,jang woo hyuk respondió si lo he visto,yoo jae suk le contó que lee jaejin le hizo un desafío de baile haber quien es el mejor en la coregrafria,y jang woo hyuk respondió salvajemente a lee jaijin(SECHSKIES),jang woo hyuk:“Lo vi”, respondió bromeando, “pero en este momento, hay una diferencia bastante significativa en nuestro nivel de habilidad. No sé si realmente lo necesito … Creo que lastimaría mi orgullo [entablar una batalla con alguien tan por debajo de mi nivel de habilidad]”. kangta y los demás se sorprendieron riéndose ante la respuesta salvaje de jang.

## Miembros
| Miembros         | Miembros         | Miembros             | Miembros             | Miembros                        | Miembros                                  |
| Nombre artístico | Nombre artístico | Nombre de nacimiento | Nombre de nacimiento | Fecha de nacimiento             | Lugar de nacimiento                       |
| Romanización     | Hangul           | Romanización         | Hangul               | Fecha de nacimiento             | Lugar de nacimiento                       |
| ---------------- | ---------------- | -------------------- | -------------------- | ------------------------------- | ----------------------------------------- |
| Moon Hee-joon    | 문희준           | Moon Hee-jun         | 문희준               | 14 de marzo de 1978 (47 años)   | Songpa-gu, Seúl, Corea del Sur            |
| Jang Woo-hyuk    | 장우혁           | Jang Woo-hyuk        | 장우혁               | 8 de mayo de 1978 (47 años)     | Gumi, Gyeongsang del Norte, Corea del Sur |
| Tony An          | 토니안           | Ahn Seung-ho         | 안승호               | 7 de junio de 1978 (47 años)    | Yongsan-gu, Seúl, Corea del Sur           |
| Kangta           | 강타             | Ahn Chil-hyun        | 안칠현               | 10 de octubre de 1979 (45 años) | Songpa-gu, Seúl, Corea del Sur            |
| Lee Jae-won      | 이재원           | Lee Jae-won          | 이재원               | 5 de abril de 1980 (45 años)    | Gangnam-gu, Seúl, Corea del Sur           |

## Discografía
- We Hate All Kinds of Violence (1995)
- Wolf and Sheep (1997)
- Resurrection (1998)
- I Yah! (1999)
- Outside Castle (2000)

## Filmografía
- Age of Peace (2000)[11]

### Apariciones en programas de televisión
- 2017: I Can See Your Voice (Ep. #7) - invitados: Tony An y Kangta

## Giras
| Fecha                    | Título                                    | Ciudad  | País          | Lugar                    | Asistencia |
| ------------------------ | ----------------------------------------- | ------- | ------------- | ------------------------ | ---------- |
| 22 de enero de 1999      | 99 H.O.T. The 2nd Concert                 | Seúl    | Corea del Sur | Sejong Center            | 3,700      |
| 23 de enero de 1999      | 99 H.O.T. The 2nd Concert                 | Seúl    | Corea del Sur | Sejong Center            | 3,700      |
| 24 de enero de 1999      | 99 H.O.T. The 2nd Concert                 | Seúl    | Corea del Sur | Sejong Center            | 7,400      |
| 25 de enero de 1999      | 99 H.O.T. The 2nd Concert                 | Seúl    | Corea del Sur | Sejong Center            | 7,400      |
| 26 de enero de 1999      | 99 H.O.T. The 2nd Concert                 | Seúl    | Corea del Sur | Sejong Center            | 7,400      |
| 27 de enero de 1999      | 99 H.O.T. The 2nd Concert                 | Seúl    | Corea del Sur | Sejong Center            | 7,400      |
| 28 de enero de 1999      | 99 H.O.T. The 2nd Concert                 | Seúl    | Corea del Sur | Sejong Center            | 7,400      |
| 31 de enero de 1999      | 99 H.O.T. The 2nd Concert                 | Busan   | Corea del Sur | Sajik Gymnasium          | 11,000     |
| 3 de febrero de 1999     | 99 H.O.T. The 2nd Concert                 | Gwangju | Corea del Sur | Yeomju Gymnasium         | 11,000     |
| 18 de septiembre de 1999 | 99 Live in Seoul                          | Seúl    | Corea del Sur | Seoul Olympic Stadium    | 100,000    |
| 2 de febrero de 2000     | 2000 H.O.T. Live Concert in Beijing       | Beijing | China         | Beijing Public Gymnasium | 10,000     |
| 27 de febrero de 2001    | 2001 H.O.T. Live Concert - H.O.T. Forever | Seúl    | Corea del Sur | Seoul Olympic Stadium    | 45,000     |

## Premios

### Mnet Asian Music Awards
| Año  | Categoría                                            | Trabajo          | Resultado |
| ---- | ---------------------------------------------------- | ---------------- | --------- |
| 1999 | Best Group                                           | «I Yah!»         | Ganador   |
| 1999 | Best Popular Music Video (daesang)                   | «I Yah!»         | Ganador   |
| 1999 | Best Dance Performance                               | «I Yah!»         | Nominado  |
| 1999 | Best Music Video Director (por Huh Jong-ho (흥종호)) | «I Yah!»         | Ganador   |
| 2000 | Best Popular Music Video (daesang)                   | «Outside Castle» | Ganador   |
| 2000 | Best Dance Performance                               | «Outside Castle» | Nominado  |
| 2000 | Best Group                                           | «Outside Castle» | Nominado  |
| 2008 | MKMF 10th Anniversary Commemorative                  | [ 16 ]           | Ganador   |

### Premios en programas de música
Esta es una colección de las victorias de H.O.T. en los programas de música televisados de Corea. Inkigayo es transmitido en SBS, Top Music ahora conocido como Show! Music Core es transmitido por MBC y Music Bank es transmitido por KBS.

#### Inkigayo
| Año  | Fecha           | Canción          |
| ---- | --------------- | ---------------- |
| 1998 | 18 de octubre   | «Line Up»        |
| 1998 | 1 de noviembre  | «Line Up»        |
| 1998 | 29 de noviembre | «Hope»           |
| 1998 | 6 de diciembre  | «Hope»           |
| 1998 | 13 de diciembre | «Hope»           |
| 1999 | 3 de octubre    | «I Yah»          |
| 1999 | 10 de octubre   | «I Yah»          |
| 1999 | 24 de octubre   | «I Yah»          |
| 2000 | 22 de octubre   | «Outside Castle» |
| 2000 | 29 de octubre   | «Outside Castle» |
| 2000 | 5 de noviembre  | «Outside Castle» |

#### Music Core
| Año  | Fecha           | Canción |
| ---- | --------------- | ------- |
| 1996 | 28 de diciembre | «Candy» |

#### Music Bank
| Año  | Fecha           | Canción          |
| ---- | --------------- | ---------------- |
| 1998 | 3 de diciembre  | «Hope»           |
| 1998 | 10 de diciembre | «Hope»           |
| 2000 | 2 de noviembre  | «Outside Castle» |
| 2000 | 9 de noviembre  | «Outside Castle» |
| 2000 | 16 de noviembre | «Outside Castle» |